# Forsan (Teksas)
Forsan je grad u američkoj saveznoj državi Teksas. Prema popisu stanovništva iz 2010. u njemu je živjelo 210 stanovnika.